# Ja - Kuba
Ja - Kuba (russisk: Я - Куба) er en sovjetisk-cubansk spillefilm fra 1964 af Michail Kalatosov.

## Medvirkende
- Sergio Corrieri som Alberto
- Salvador Wood
- José Gallardo som Pedro
- Raúl García som Enrique
- Luz María Collazo som Maria / Betty